# Kelisia henschii
Kelisia henschii är en insektsart som beskrevs av Géza Horváth 1897. Kelisia henschii ingår i släktet Kelisia och familjen sporrstritar. Inga underarter finns listade i Catalogue of Life.